# Parmaschema wauanus
Parmaschema wauanus is een keversoort uit de familie Discolomatidae. De wetenschappelijke naam van de soort is voor het eerst geldig gepubliceerd in 1969 door John.